# Nodeul (métro de Séoul)
Nodeul (en coréen : 노들역) est une station, de passage, de la ligne 9 du métro de Séoul. Elle est située, 148 Bon-dong, dans l'arrondissement de Dongjak-gu, à Séoul en Corée du Sud.
Ouverte en 2009, elle est desservie par les rames omnibus qui circulent sur la ligne 9.

## Situation sur le réseau

Plan du réseau (2023)

## Histoire
La station de passage Nodeul, de la ligne 9, est mise en service le 24 juillet 2009 lors de l'ouverture à l'exploitation de la première section de la ligne 9, de Gaehwa à Sinnonhyeon.

## Services aux voyageurs

### Accès et accueil
La station comporte cinq accès et deux niveaux souterrains avec un espace vert écologique en souterrain. elle est équipée d'automates pour l'achat de titres de transport et le remboursement.

### Desserte

Instatllations
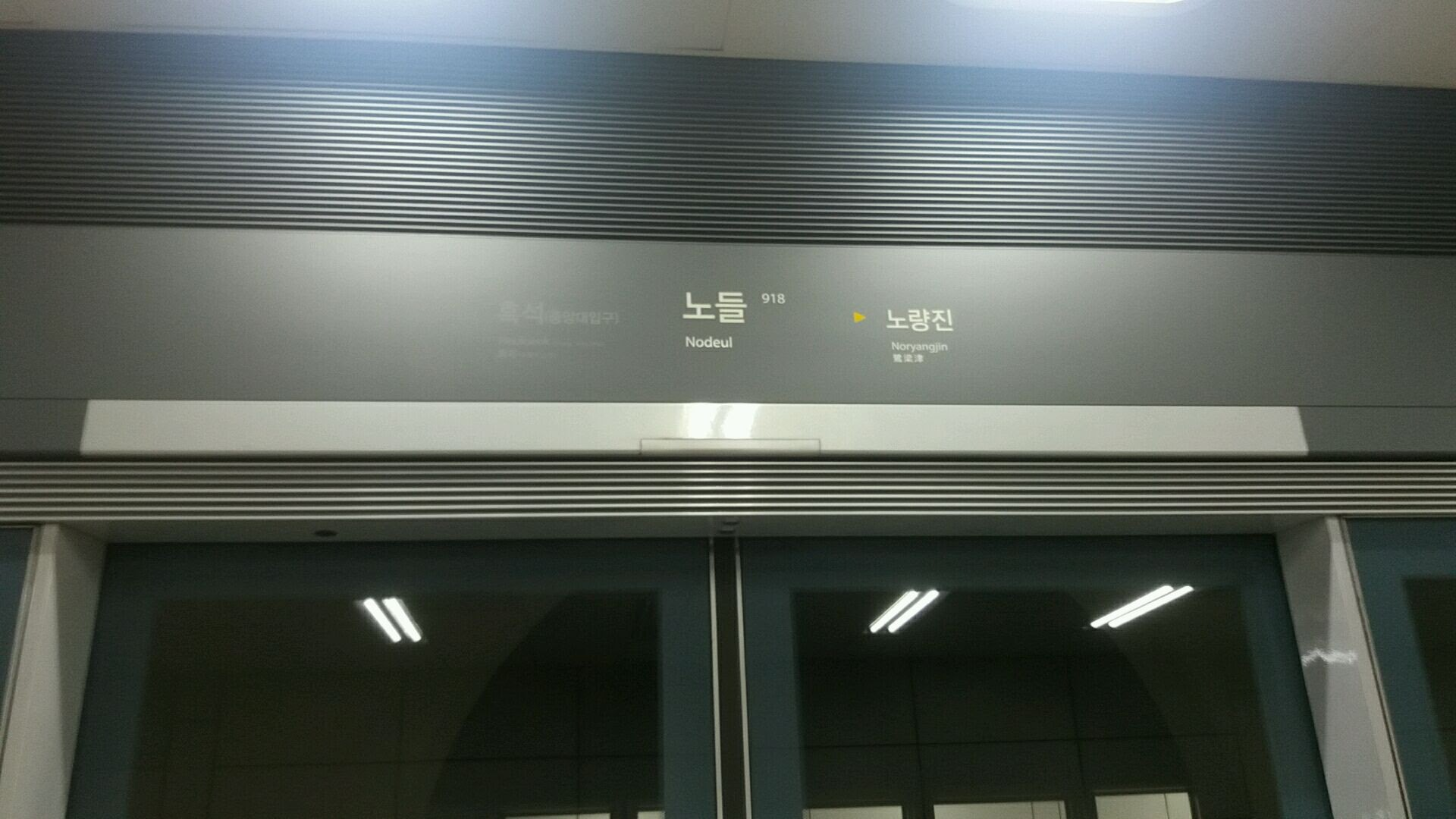
En 2017.
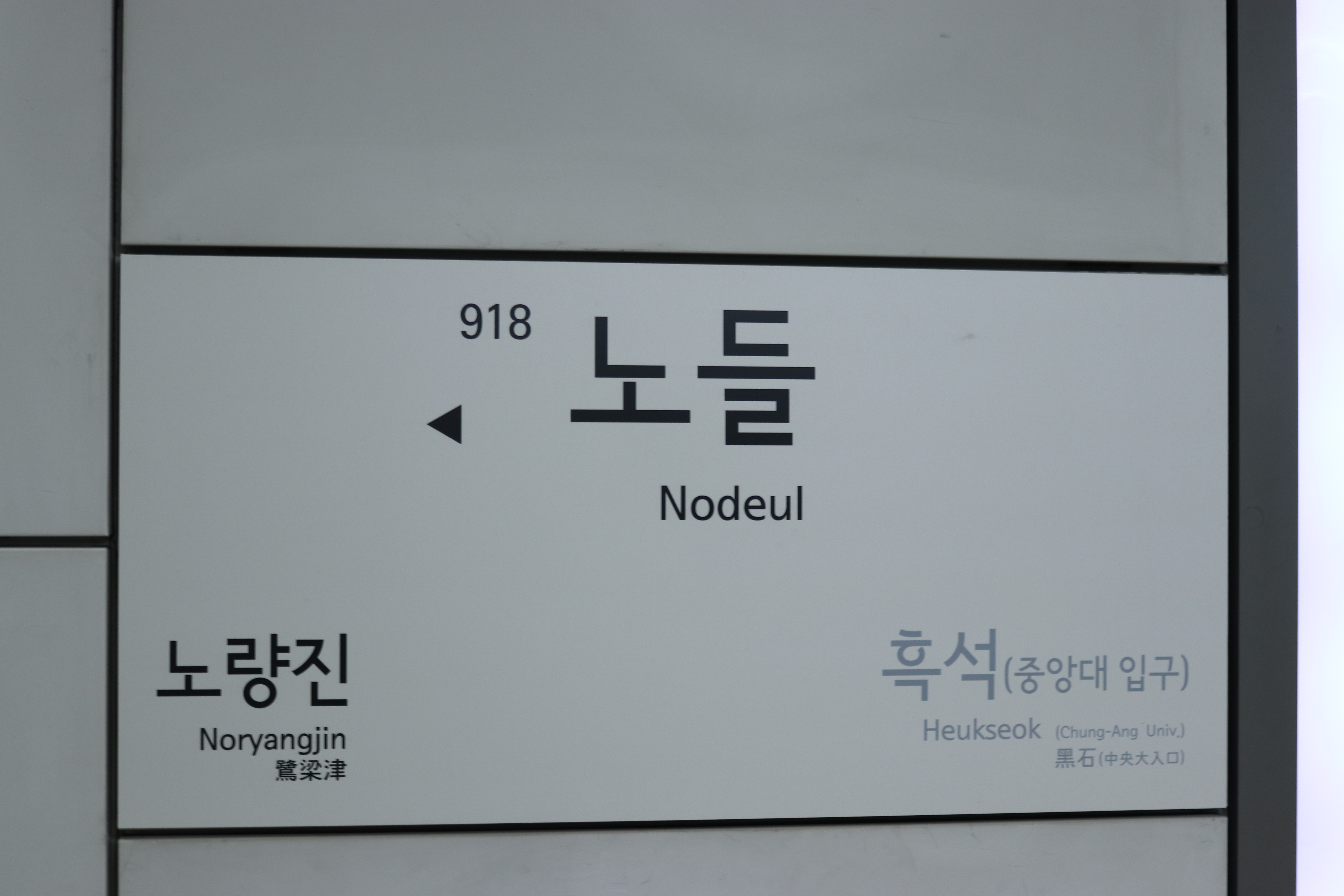
En 2018.
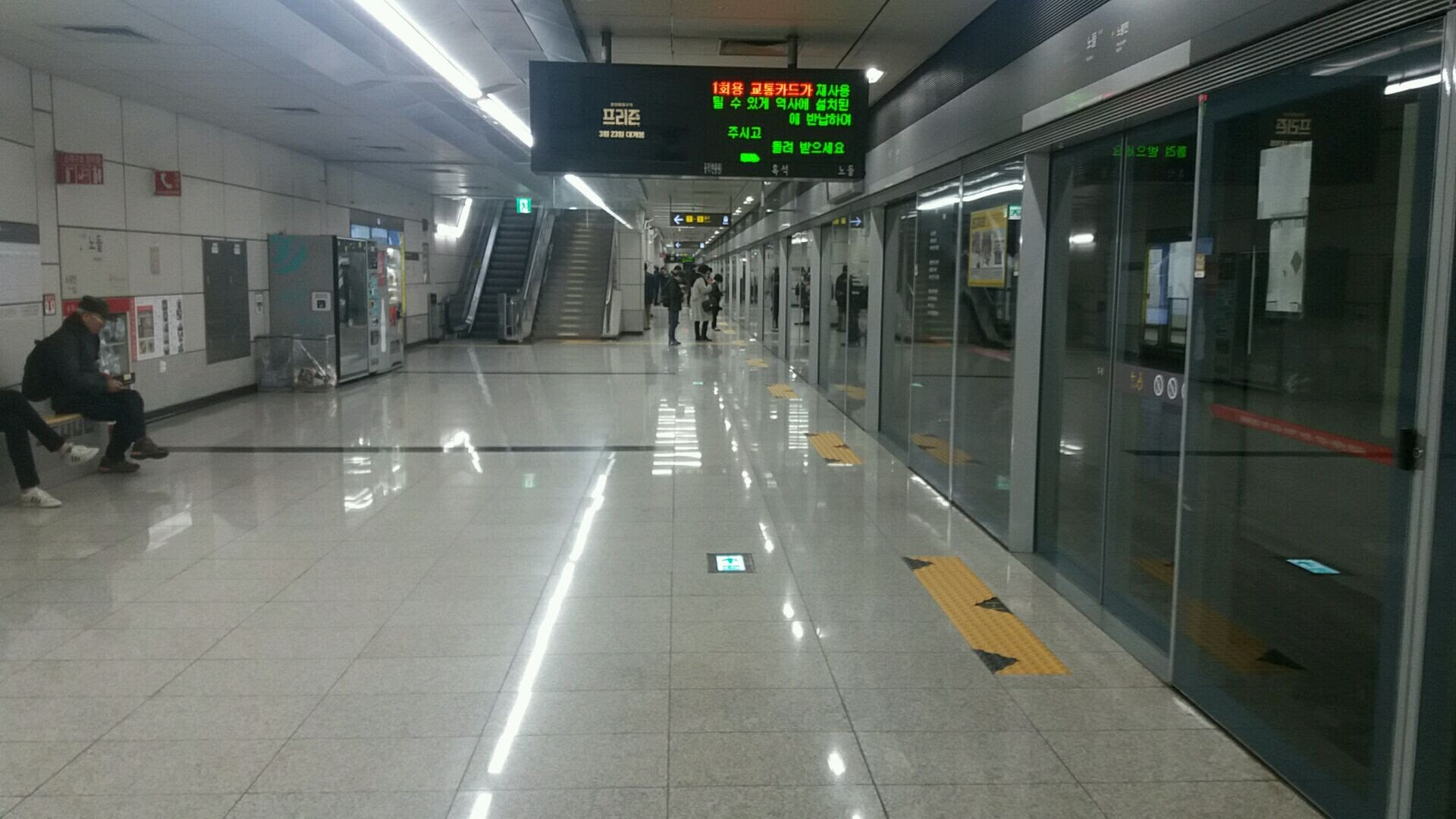
En 2017.